# InfiniBand
InfiniBand – standard otwartego, szeregowego, wielokanałowego interfejsu I/O o wysokiej przepustowości i krótkim czasie dostępu.

## Prędkości
|     | SDR       | DDR       | QDR       | FDR        | EDR        | HDR         | NDR         |
| --- | --------- | --------- | --------- | ---------- | ---------- | ----------- | ----------- |
| 1X  | 2 Gbit/s  | 4 Gbit/s  | 8 Gbit/s  | 14 Gbit/s  | 25 Gbit/s  | 125 Gbit/s  | 750 Gbit/s  |
| 4X  | 8 Gbit/s  | 16 Gbit/s | 32 Gbit/s | 56 Gbit/s  | 100 Gbit/s | 500 Gbit/s  | 3000 Gbit/s |
| 12X | 24 Gbit/s | 48 Gbit/s | 96 Gbit/s | 168 Gbit/s | 300 Gbit/s | 1500 Gbit/s | 9000 Gbit/s |